# Adrift
Adrift — пригодницька відеогра, розроблена Three One Zero і видана 505 Games. Вона була випущена для Microsoft Windows у березні та PlayStation 4 у липні 2016 року. Сюжетна історія, що відбувається у 2037 році, оповідає про астронавтку, яка пересувається через уламки орбітальної станції, не пам'ятаючи, що саме спричинило руйнівний інцидент. Гра має управління від першої особи через яке гравець контролює головну героїню Алекс Ошиму. Протягом проходження гравець вирішує головоломки і знаходить підказки, які об'єднують події інциденту, а також намагається відремонтувати евакуаційний апарат, щоби повернутися на Землю.
Розробка проєкту почалася у 2013 році після того, як креативний директор Адам Орт пішов з Microsoft. Команда розробників позиціювала гру як «досвід від першої особи», цілеспрямовано уникаючи елементів насильства. Орт порівняв Adrift з переворотом у своєму житті після його неоднозначних коментарів щодо керування цифровими правами в Xbox One. Гра використовує рушій Unreal Engine 4 і має підтримку віртуальної реальності. Вона є єдиним проєктом Three One Zero, адже студія була закрита у 2017 році.
Adrift отримала змішані відгуки. Критики похвалили графіку та атмосферу, але визнали гру одноманітною, розкритикувавши ігровий процес та інтерфейс.

## Ігровий процес

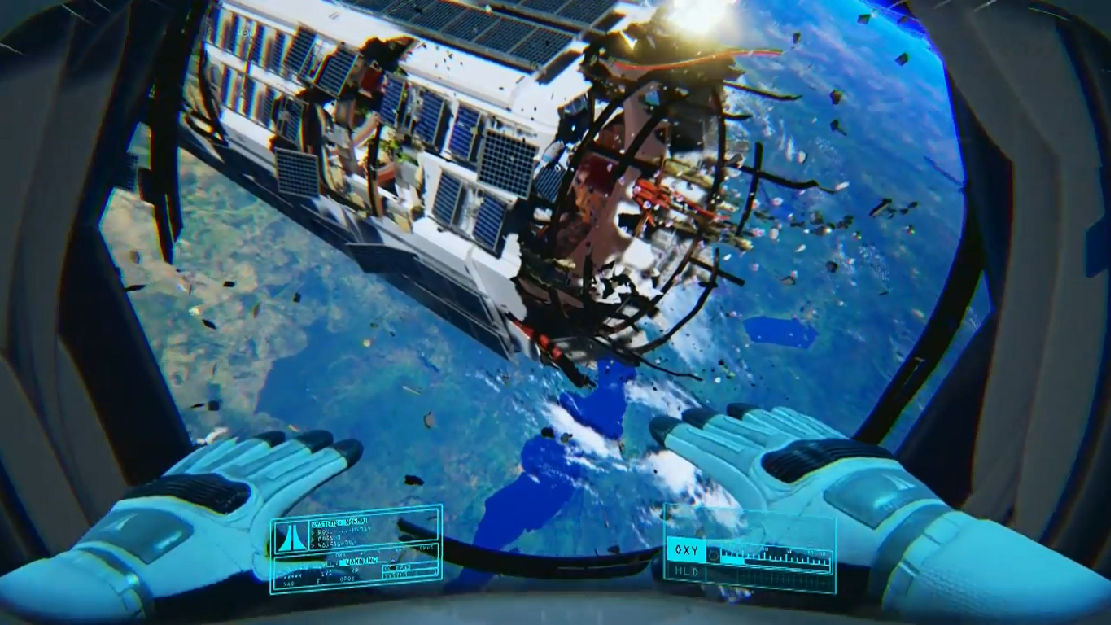
Гравець переміщається навколо зруйнованої орбітальної станції у невагомості, підтримуючи достатній рівень кисню, збираючи кисневі балони

Adrift є пригодницькою відеогрою від першої особи. Гравець контролює астронавтку Алекс Ошиму, пересуваючись у невагомості через уламки орбітальної станції «Північна зірка IV», які можна вільно досліджувати. Гравець не має можливості рушити занадто далеко через обмежений рівень кисню, за яким треба стежити, щоби уникнути задухи. При нестачі кисню оточення стає чорно-білим та нечітким; гравець має знаходити кисневі балони, щоби залишитися живим. Кисень може бути використаний як засіб для прискорення руху. У міру виконання завдань з'являється можливість полагодити пошкоджений скафандр, покращуючи його загальний рівень, швидкість прискорення й руху.
Гравець переміщається чотирма ділянками, вирішуючи процедурно згенеровані головоломки, і може знаходити матеріали, як-от електроні листи та аудіозаписи, які розширюють інформацію стосовно інциденту. Також гравець знаходить різні речі від загиблих членів екіпажу та може вирішити, чи брати їх із собою. Головною метою гравця є виживання та успішне повернення на Землю.
Гра має кілька закінчень, а рішення гравця впливають на розв'язку. На додаток до звичайного однокористувацького режиму, гра має тренувальний і вільний режим, у якому рівень кисню є необмеженим.

## Розробка

### Передумови та концепція
Adrift була розроблена студією Three One Zero. Концепція проєкту виникла як результат подій, що відбулися з одним із керівників розробки Адамом Ортом у 2013 році. Після того, як компанія Microsoft анонсувала Xbox One, серед ігрової спільноти виникла неоднозначна реакція через технологію керування цифровими правами, відповідно до якої користувачі мали залишатися онлайн, щоби використовувати консоль. Орт, який на той час обіймав посаду креативного директора в Microsoft, заявив, що невдоволеним особам треба «змиритися з цим», що спричинило багато скарг і призвело до його відставки. Орт зазначив, що гра є метафорою, порівнюючи її з подіями свого життя; персонаж Adrift, як і сам Орт, опинилися в епіцентрі катастрофи та мають «виконати важку роботу, щоби зібрати все воєдино». Він сказав, що гра розповідає про «дії, наслідки та спокуту». Орт написав сценарій, не думаючи про науково-фантастичні або надприродні елементи, заявивши, що «хотів створити історії та персонажів, які знайдуть відгук у людей, тому що вони не є типовими історіями з відеоігор».
Після звільнення з Microsoft Орт звернувся до свого колишнього колеги Омара Азіза з ідеєю створення нової студії. Хоча Азіз спочатку вагався, він погодився коли Орт розповів йому про Adrift, після чого вони заснували студію Three One Zero.

### Виробничій процес
Розробка Adrift почалася восени 2013 року. Перший прототип гри, створений трьома особами, використовував рушій Unity, тоді як остаточна версія була перебудована на Unreal Engine 4. Після розробки прототипа Орт звернувся до деяких колишніх колег та запропонував їм місця в студії. Їх зацікавив проєкт через його «унікальну природу», яка відрізнялася від шутерів від першої особи; продюсер Маттео Марсала сказав: «Я дуже втомився від шутерів від першої особи поки працював над ними багато років». Ще на етапі створення концепції розробники вирішили, що гра підтримуватиме шолом віртуальної реальності Oculus Rift; пізніше вона також отримала підтримку HTC Vive та Valve Index. Розробники позиціювали гру як «досвід від першої особи» (англ. first-person experience), цілеспрямовано уникаючи елементів насильства. Зрештою, розробка Adrift тривала приблизно 13 місяців, тоді як основна команда складалася із шести розробників. Протягом розробки команда наймала різних підрядників для виконання певних завдань, як-от робота з анімацією.
Студія зазначила, що дизайн гри був найбільшою зміною, яка сталася під час розробки. Орт порівняв художній стиль Adrift із мінімалізмом фільму «Космічна одіссея 2001 року» (1968). Орт також визнав порівняння між грою та фільмом «Гравітація», заявивши, що концепцію гри було завершено до виходу картини; після її перегляду, Орт відчув упевненість, що обидва проєкти «дуже різні». За словами розробників, масштаб гри можна порівняти з «Гравітацією», а занурення в навколишній світ схоже на серію Half-Life, тоді як її подання та історія схожі на гру Journey (2012). Орт також сказав, що багато в чому був натхненний грою Proteus (2013). Логотип гри був створений графічним дизайнером Корі Шмітцем. Серед художників, які працювали над Adrift, були Хогарт де ла Плант, Дейв Фламбуріс, Оскар Кафаро та Чед Кінг. Музика у грі переважно була написана Ортом, а гітарист Браян Белл з рок-гурту Weezer виконав кілька класичних фортепіанних композицій. Навколишні звуки гри були записані Елом Нельсоном із Skywalker Sound.

## Випуск
Перший показ ігрового процесу відбувся на церемонії The Game Awards у грудні 2014 року. На виставці E3 у червні 2015 року було показано трейлер, витік якого стався за кілька днів до початку події. 12 червня розробники оголосили про партнерство з Top Cow Productions, імпринтом видавництва Image Comics, для створення серії коміксів за мотивами гри; того ж дня вийшов перший номер. Adrift була випущена 28 березня 2016 року для Microsoft Windows, а 15 липня — для PlayStation 4. Випуск було перенесено з вересня 2015 року, щоби дата збіглася з випуском Oculus Rift. Хоча версія для Xbox One також планувалася, її було скасовано.

## Сприйняття

### Оцінки й відгуки
| Агрегатор  | Оцінка                   |
| ---------- | ------------------------ |
| Metacritic | (ПК) 64/100 (PS4) 56/100 |

| Видання        | Оцінка |
| -------------- | ------ |
| Edge           | 60/100 |
| Game Informer  | 8/10   |
| GameSpot       | 5/10   |
| IGN            | 7/10   |
| PC Gamer (США) | 63/100 |

Adrift отримала «змішані або середні» відгуки за даними агрегатора рецензій Metacritic.
Джефф Корк з Game Informer написав, що гра «перемежується з відчайдушним дослідженням [і] пропонує протверезний аналіз відповідальності», схвально оцінивши версію для віртуальної реальності. Ден Степлтон з IGN похвалив атмосферу гри, яка «блокує решту світу, створюючи почуття ізоляції», проте розкритикував сюжет, назвавши його «невиразним», і визнав місії одноманітними. Він також висловив думку, що розробники не використали віртуальну реальність належним чином. Крістофер Лівінгстон з PC Gamer схвально оцінив дизайн та озвучення, але також вирішив, що місії є одноманітними й розкритикував ігровий процес, написавши, що «майже постійний пошук кисню» негативно позначається на враженнях від гри та додав, що, хоча віртуальна реальність сприяє «зануренню і хвилюванню», вона «нічого не робить для подолання [недоліків]».
Джастін Макелрой з Polygon навпаки похвалив систему контролю кисню, написавши, що, разом із дизайном оточення, це «створило одну з найбільш захопливих ігор, яку я можу пригадати». Він висловив думку, що Adrift «могла б [поставити] нову високу планку для сюжетних ігор», проте цьому завадили «занадто відволікаючі» ігрові механіки. Майк Магарді з GameSpot похвалив «емоційну» сюжетну історію та персонажів, але розкритикував інтерфейс та ігровий процес, написавши, що його механіки «конфліктують одна з одною найрізноманітнішими способами» й назвав гру «посередньою». Бон Ван з PopMatters позитивно відгукнувся про управління, описавши його як «дуже приємне», але був розчарований тим, «наскільки сильна концепція гри в порівнянні із самою грою», назвавши її одноманітною й не захопливою. Нік Вансерський з The A.V. Club описав гру як «гарний, задумливий досвід», разом із цим розкритикувавши «втомливі» завдання та ігровий дизайн, назвавши його «черствим [і] несумісним». Він підсумував: «[Adrift] зміщує акцент із дивовижного, медитативного [враження] до повторення, яке розтягується рівно настільки, щоби виснажити в іншому унікальне творіння».